# Filip Rězak

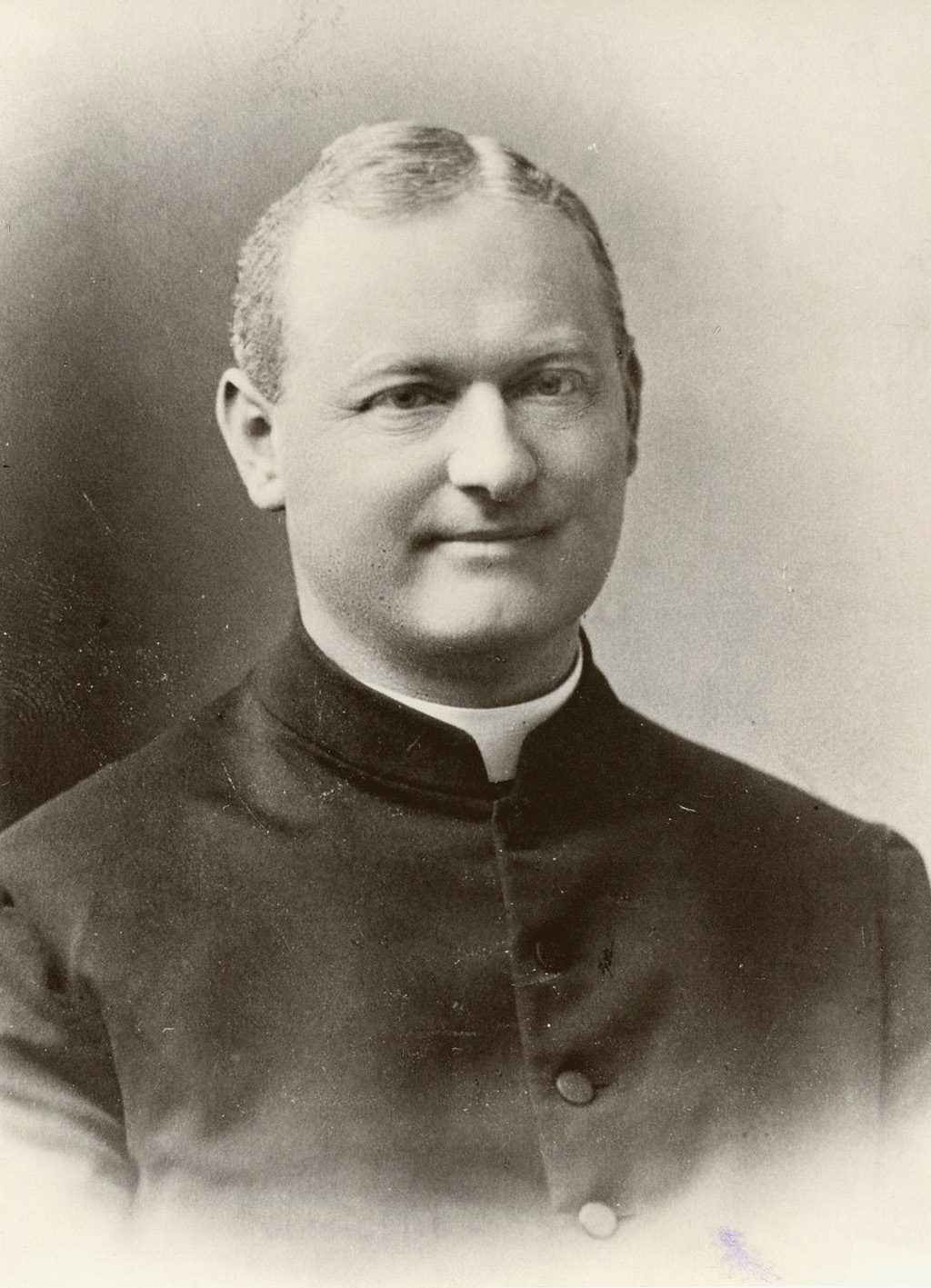
Filip Rězak

Filip Rězak (deutsch Philipp Resak; * 22. April 1859 in Auritz bei Bautzen; † 17. September 1921 in Bautzen) war ein sorbischer Autor, Übersetzer und katholischer Pfarrer.

## Leben

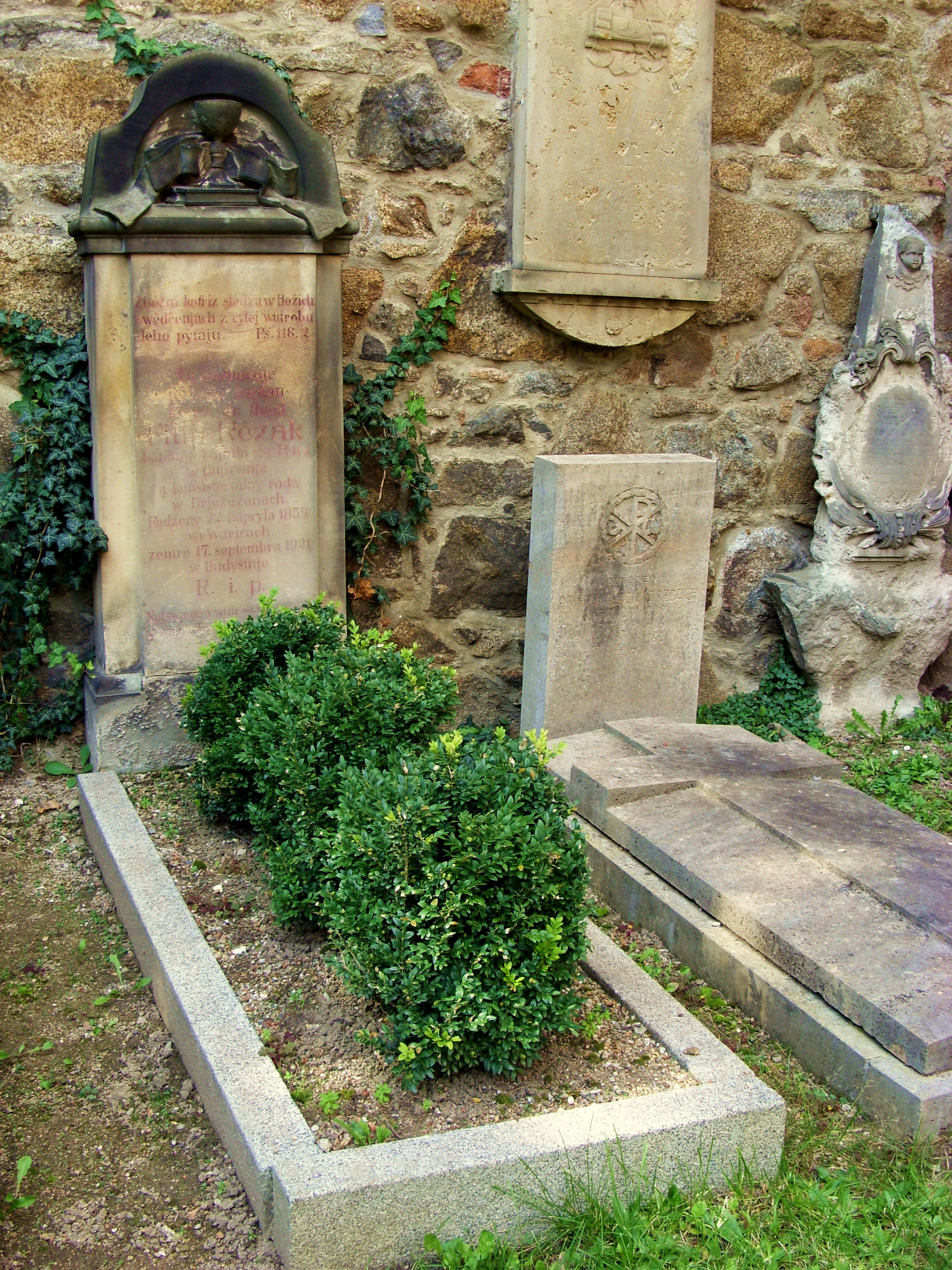
Rězaks Grab auf dem Bautzener Nicolaifriedhof

Filip Rězak wurde am 22. April 1859 als Sohn eines Landwirts in Auritz bei Bautzen geboren. In Prag erlangte er eine umfangreiche Ausbildung. Dort besuchte Rězak von 1874 bis 1880 das deutschsprachige Gymnasium auf der Prager Kleinseite, studierte von 1881 bis 1884 Theologie am Wendischen Seminar und promovierte dort 1904. Er war seit 1875 Mitglied der Maćica Serbska, gehörte der sorbischen Studentenvereinigung Serbowka an und übersetzte während seines Studiums den Roman Babička der tschechischen Schriftstellerin Božena Němcová unter dem Titel Naša wowka ins Obersorbische.
An sein Studium anschließend war Rězak von 1884 bis 1889 Kaplan in Crostwitz, bis 1894 Pfarradministrator in Spittel, 1894/1895 Präses des Wendischen Seminars und von 1895 bis 1921 Hofkaplan in Dresden. Dr. Filip Rězak war Ehrenkaplan in Bautzen, wo er am 17. September 1921 – dem Tag der Bischofsweihe von Christian Schreiber – an einem Schlaganfall verstarb. Sein Grab befindet sich auf dem Friedhof in der Ruine der St.-Nikolai-Kirche nahe dem Grab von Michał Hórnik.
Sein Bruder Jan Rězak (1863–1934) war sorbischer Lehrer und Redakteur; seine Schwester Hana Rězakec (1872–1951) half unter anderem bei der Erstellung des Wörterbuchs.

## Wirken
Neben dem bereits erwähnten Roman übersetzte Rězak vor allem religiöse Texte, beispielsweise das Alte Testament aus dem Hebräischen. Daneben betätigte er sich als Autor und Lexikograph und veröffentlichte 1920 sein Hauptwerk, das Deutsch-wendische encyklopädische Wörterbuch der oberlausitzer Sprache. In diesem normativ aufgestellten Wörterbuch ersetzte er Germanismen zum Teil durch Neologismen und slawische Lehnwörter.
Als Stenograf erhielt er durch seine 1895 veröffentlichte Anpassung der Gabelsberger-Kurzschrift auf das Sorbische zwar keine große Resonanz, betrieb jedoch Pionierarbeit.

## Werke

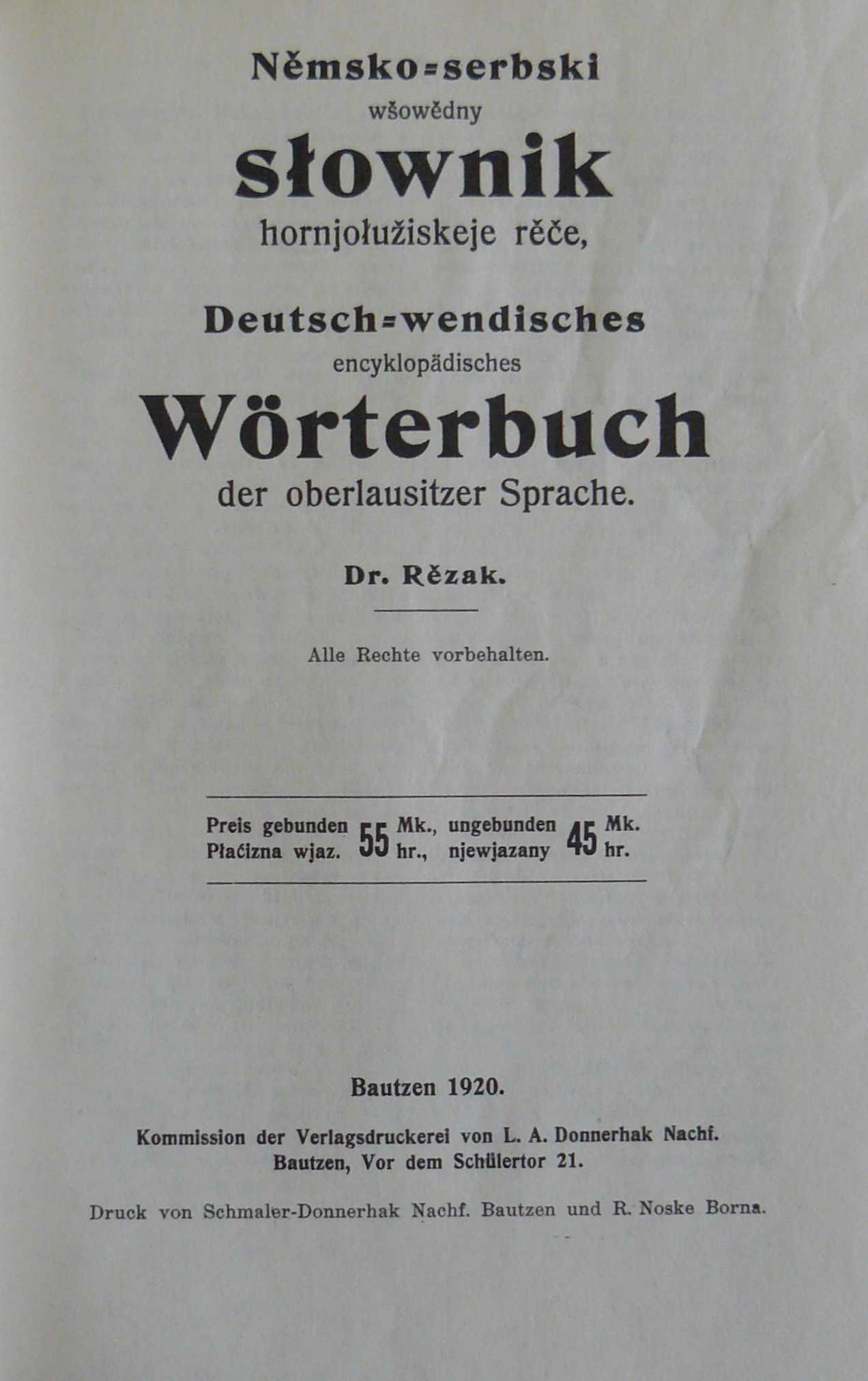
Titelseite des Wörterbuchs

- Deutsch-wendisches encyklopädisches Wörterbuch der oberlausitzer Sprache. Bautzen 1920.
  - (Deutsch-sorbisches enzyklopädisches Wörterbuch der Oberlausitzer sorbischen Sprache. Fotomechanischer Neudruck mit einem Vorwort von Konstantin K. Trofimowič. Domowina-Verlag, Bautzen 1987, 1150 S., ISBN 3-7420-0183-3.)

### Übersetzungen ins Sorbische
- Božena Němcová: Naša wowka. [Unsere Großmutter.] Smolersche Buchhandlung, Bautzen 1883.